# Deville (Louisiane)
Pour les articles homonymes, voir Deville.
Deville est une census-designated place de la paroisse des Rapides, en Louisiane, aux États-Unis. 